# Ally Brooke
Allyson Brooke Hernández Castillo (San Antonio, Texas; 7 de julio de 1993), conocida como Ally Brooke, es una cantante y compositora estadounidense de origen mexicano. Es conocida por haber pertenecido al grupo femenino Fifth Harmony, que se formó en la segunda temporada de The X Factor.
Su sencillo debut, "Low Key", con Tyga, se lanzó en 2019. Brooke compitió en la temporada 28 de Dancing with the Stars, quedando en tercer lugar junto a su compañera Sasha Farber.  Su libro Finding Your Harmony se publicó en 2020.

## Biografía
Allyson Brooke Hernandez nació el 7 de julio de 1993 en San Antonio, Texas, donde fue criada por sus padres Jerry Hernandez y Patricia Castillo, ambos migrantes mexicanos. Tiene un hermano mayor, Brandon. Brooke era una bebé prematura de 6 semanas y pesaba una libra y catorce onzas cuando nació. No creció hablando español, ya que sus padres decidieron evitar que la discriminaran en la escuela por sus raíces. Brooke asistió a la escuela primaria Cornerstone Christian en San Antonio y completó su educación secundaria a través de la educación en el hogar.

## Carrera musical

### The X Factor
Audicionó para la segunda temporada de la versión estadounidense de The X-Factor en Austin, Texas cantando «On My Knees» de Jaci Velásquez recibiendo un "sí" de los cuatro jueces avanzó a la siguiente etapa, el bootcamp. Durante la primera ronda del bootcamp Ally canto «Somebody That I Used To Know» de Gotye, en la ronda final del bootcamp se enfrentó con la concursante Julia Bullock con la canción «Knockin On Heaven's Door».
Fue eliminada, pero más tarde fue llamada de vuelta al escenario junto con Dinah Jane, Camila Cabello, Lauren Jauregui y Normani Kordei  para formar el grupo femenino que más adelante se conocería como Fifth Harmony, clasificándose así para la categoría "Grupos". Durante la etapa de las "Casas de los Jueces", las chicas cantaron «Impossible» de Shontelle y fueron seleccionadas para las galas en directo, siendo apadrinadas por Simon Cowell. El grupo firmó un acuerdo conjunto con Syco Music, propiedad de Simon Cowell, y Epic Records, sello discográfico de L.A. Reid, después de terminar en tercer lugar en el show.

### Fifth Harmony
El 22 de octubre de 2013, lanzaron su EP debut Better Together. En la primera semana alcanzó el puesto número seis en la lista estadounidense Billboard 200, su primer sencillo «Miss Movin' On», entró en la lista de Billboard Hot 100 y fue certificado oro en los Estados Unidos. Al año siguiente, el video ganó el premio the artist to watch en los MTV Video Music Awards. 
El grupo lanzó su primer álbum de estudio titulado Reflection en febrero de 2015 debutando en el número cinco en el Billboard 200 y número uno en Billboard Digital Albums. El álbum fue certificado oro en Estados Unidos por RIAA y doble platino en Brasil. El álbum incluye los sencillos «Boss», «Sledgehammer» y «Worth It». Todos certificados platino. El último logró la certificación de triple platino en los Estados Unidos y alcanzó el top 10 en trece países. 
El 27 de mayo de 2016 el grupo lanzó su segundo álbum titulado 7/27, que debutó en el puesto cuatro de la lista Billboard 200. El álbum fue certificado oro en Estados Unidos por RIAA, en Polonia fue certificado oro y platino en Brasil. «Work from Home», el sencillo principal de su segundo álbum, se convirtió en el primer top 10 del grupo en el Billboard Hot 100 y el primer top 5 de un grupo de chicas en una década.
Posteriormente, luego de la salida de Camila Cabello lanzaron su tercer álbum titulado "Fifth harmony" publicado el 25 de agosto de 2017
Como parte de la promoción se lanzaron tres sencillos, el primero «Down» junto al rapero Gucci Mane, lanzado el 2 de junio de 2017. El mismo alcanzó la posición número 42 en la lista Billboard Hot 100 y fue interpretado por primera vez el 24 de julio de ese mismo año en el programa The Tonight Show Starring Jimmy Fallon.

### Proyectos como solista
El 9 de junio de 2017, Brooke colaboró con el dúo de DJs Lost Kings y junto al rapero ASAP Ferg en el tema «Look at Us Now». La canción debutó en el puesto número treinta de la lista Hot Dance/Electronic Songs de Billboard.
El 24 de enero de 2018, la cantante fue invitada a sumarse al escenario junto al cantante Plácido Domingo para interpretar el tema «Bésame mucho» en el centro de convenciones Henry B. González en su ciudad natal San Antonio (Texas).
El 26 de enero de 2018 lanzó el tema «Perfect» en colaboración con el DJ alemán Topic. El tema fue interpretado por primera vez en una presentación realizada exclusivamente para los fanáticos y organizada por Ultra Music Récord en Los Ángeles. El sencillo logró el puesto treinta y ocho de la lista Hot Dance/Electronic Songs de Billboard, el puesto setenta y tres en Austria y en Alemania debutó en el puesto noventa y ocho.
El 4 de marzo de 2018 realizó un medley durante el programa "Red Carpet Rundown: Oscars 2018", realizado por el canal E!. Brooke interpretó los temas más reconocidos de la categoría mejor canción original de los Premios Óscar como «My Heart Will Go On» y «Beauty and the Beast». El 8 de marzo interpretó «Perfect» en el programa estadounidense Wild 'n Out. El 20 de marzo interpretó nuevamente el sencillo en el evento de caridad titulado We Day llevado a cabo en el centro Curtis Culwell en Garland, Texas.
En abril de 2018 confirmó que estaría trabajando en su primer álbum como solista y en agosto del mismo año anuncio un contrato con Latium Entertainment y Atlantic Records, el 23 de noviembre salió la canción "Vámonos" en el que aparece como colaboradora.

### Debut como solista
"Low Key", el sencillo debut oficial de Brooke con la participación del rapero Tyga, se lanzó el 31 de enero de 2019. En julio de 2019, Brooke dijo que el objetivo era lanzar su álbum debut en la primavera de 2020. En mayo de 2019, Brooke lanzó el sencillo "Lips Don't Lie" con el rapero A Boogie wit da Hoodie.
En septiembre de 2019, Brooke interpretó el tema de apertura de The Casagrandes de Nickelodeon, un spin-off de The Loud House en el que también interpreta a la estrella del pop ficticia Alisa Barela. Lanzó la canción y el video musical del sencillo "Higher" con Matoma en septiembre de 2019. De septiembre a noviembre de 2019, Brooke compitió en la temporada 28 de Dancing with the Stars, terminando en tercer lugar. Brooke bailó su propia canción "Higher" mientras estaba en Dancing with the Stars, donde recibió su primera puntuación perfecta de los jueces. En noviembre, Brooke lanzó el sencillo "No Good". El 8 de diciembre de 2019 inauguró el certamen de belleza Miss Universo, interpretando un popurrí de sus sencillos y un tributo a Selena con "I Could Fall in Love" y "Dreaming of You".
En agosto de 2021, Brooke firmó un contrato discográfico en conjunto con los sellos independientes Duars Entertainment y AMSI, convirtiéndose en la primera artista femenina en firmar con cualquiera de las dos compañías.  Apareció en la canción "Break" de la banda Santana, que se incluyó en su álbum Blessings and Miracles lanzado el 15 de octubre. 
En octubre de 2021, Brooke habló con la revista ¡Hola!  sobre su álbum debut, revelando que sería un disco íntegramente en español. Brooke publicó un adelanto de lo que sería su sencillo "Mi Música", su primera canción en solitario completamente en español, en Twitter anunciando que se lanzaría el 22 de octubre de 2021, como el sencillo principal de su álbum debut en solitario del mismo nombre, junto con su video musical. 
El 28 de enero de 2022, Brooke lanzó la canción "Por Ti", junto con su video musical, como segundo sencillo del álbum.  El 15 de marzo, lanzó "High Expectations", el tema principal de la película homónima donde ella sería la protagonista.
"Tequila", el tercer sencillo del álbum, fue lanzado el 24 de marzo. Apareció en la canción "Ella Estuvo Aqui", de la cantante estadounidense Crystal Lewis, una versión en español de "She Was Here" del mismo, en colaboración con la cantante estadounidense Tori Kelly.  El DJ estadounidense Deorro lanzó la canción "La Cita", en colaboración con Brooke, como parte de su álbum ORRO.  Apareció en la canción "High Fashion Drugs (Remix)", con el rapero estadounidense Nessly, el productor Dekay y el artista de nigeriano 1Da Banton. 

## Discografía
Con Fifth Harmony
Como solista
- 2017: «Look At Us Now» (ft. Lost Kings & A$AP Ferg)

- 2018: «Vámonos» (ft. DJ Kris Kross Amsterdam & Messiah)

- 2018: «Perfect» (ft. Topic)

- 2019: «Low Key» (ft. Tyga)

- 2019: «Lip's Don't Lie» (ft. A Boogie wit Da Hoodie)

- 2019: «Higher» (con Matoma)

- 2019: «No Good»

- 2020: «All Night» (con Afrojack)

- 2020: «Fabulous»

- 2020: «500 veces» (ft. Messiah)

- 2020: «What Are We Waiting For?»

- 2020: «Baby I'm Coming Home»

- 2021: «Feeling Dynamite» (con Joe Stone)

- 2021: «Mi Música»

- 2022: «La Cita» (con Deorro)

## Créditos de canciones compuestas
| Año  | Título                    | Artista        | Álbum           | Notas       | Ref.   |
| ---- | ------------------------- | -------------- | --------------- | ----------- | ------ |
| 2013 | «Don't Wanna Dance Alone» | Fifth Harmony  | Better Together | Coescritora | [ 50 ] |
| 2013 | «Who Are You»             | Fifth Harmony  | Better Together | Coescritora | [ 50 ] |
| 2013 | «Me & My Girls»           | Fifth Harmony  | Better Together | Coescritora | [ 50 ] |
| 2017 | «Sauced Up»               | Fifth Harmony  | Fifth Harmony   | Coescritora |        |
| 2017 | «Make You Mad»            | Fifth Harmony  | Fifth Harmony   | Coescritora |        |
| 2017 | «Messy»                   | Fifth Harmony  | Fifth Harmony   | Coescritora |        |
| 2017 | «Bridges»                 | Fifth Harmony  | Fifth Harmony   | Coescritora |        |
| 2018 | «Perfect»                 | Topic y Brooke |                 | Compositora | [ 51 ] |
| 2022 | «Tequila»                 | Ally Brooke    |                 | Coescritora |        |

## Giras
Con Fifth Harmony
Como solista
- 2020: Time To Shine Tour

## Filmografía
| Año     | Título                         | Rol          | Notas                                                       |
| ------- | ------------------------------ | ------------ | ----------------------------------------------------------- |
| 2012–13 | The X Factor                   | Ella misma   | 22 episodios (2012), Invitada: 1 episodio (2013)            |
| 2014    | Faking It                      | Ella misma   | Episodio: "El éxtasis y la agonía"                          |
| 2015    | Barbie: Life in the Dreamhouse | Ella misma   | Episodio: "Sisters' Fun Day"                                |
| 2016    | El Camino                      | Ella misma   | Episodio: "Fifth Harmony: El Camino"                        |
| 2018    | Famous in Love                 | Ella misma   | Episodio: "The Players"                                     |
| 2019    | Dancing with the Stars         | Ella misma   | Participante, temporada 28                                  |
| 2020    | The Casagrandes                | Alisa Barela | 2 Episodios: "V.I.Peeved/senior class", "Operation Popstar" |
| 2020    | Blue's Clues & You             | Ella misma   | Episodio: "FestiBlue"                                       |

| Año       | Título                 | Papel      | Notas                |
| --------- | ---------------------- | ---------- | -------------------- |
| 2014-2016 | Fifth Harmony Takeover | Ella misma | Web-serie documental |

## Premios y nominaciones
| Año  | Premiación         | Categoría                 | Trabajo nominado        | Resultado | Ref.          |
| ---- | ------------------ | ------------------------- | ----------------------- | --------- | ------------- |
| 2017 | Premios BMI London | Premio canción pop        | «All in My Head (Flex)» | Ganadora  | [ 52 ]        |
| 2018 | Premios BMI Pop    | Premio canción            | «All in My Head (Flex)» | Ganadora  | [ 53 ]        |
| 2018 | Teen Choice Awards | Canción electrónica/dance | «Perfect» (con Topic)   | Nominada  | [ 54 ] [ 55 ] |